# (8566) 1996 EN
A (8566) 1996 EN egy földközeli kisbolygó. A JPL/GEODSS NEAT projekt keretében fedezték fel 1996. március 15-én.